# Calomicrolaimus spirifer
Calomicrolaimus spirifer is een rondwormensoort uit de familie van de Microlaimidae. De wetenschappelijke naam van de soort is voor het eerst geldig gepubliceerd in 1970 door Warwick.